# Paloma de papel
Paloma de papel es una película peruana dirigida por Fabrizio Aguilar que fue estrenada en el año 2003.
La cinta fue galardona como mejor película en el festival LaCinemaFe, como en el Gran Premio del II Festival del Cine Pobre, en Cuba. Posteriormente fue elegida para representar al Perú en la 91° edición de los Premios Óscar en la categoría Mejor película de habla no inglesa, pero no fue aceptado como nominada.

## Contexto
El tema de la sanguinaria campaña terrorista que se vivió en el Perú es tratado en este debut del actor Fabrizio Aguilar. A diferencia de La boca del lobo (la película más lograda en torno al tema) aquí se presenta el conflicto desde la perspectiva de los pobladores, testigos y rápidamente partícipes de las acciones. La compleja circunstancia del papel que cumplieron en los hechos ha sido retratado por el cine peruano, tanto en documentales y en el campo de la ficción (con cintas como Ni con dios ni con el diablo o La vida es una sola). Dentro de ellas se encuentra Paloma de papel que tiene a su favor una mayor distancia para poder reflexionar sobre el fenómeno. La opción de la cinta es crear un pequeño drama que tiene como centro la mirada de un niño, que ajeno a las maldades e intereses se verá envuelto en una guerra no declarada. La mirada dentro del género es la solución que encuentra el director para transmitir la tragedia del Perú de los más feroces años del terrorismo.

## Sinopsis
Juan (Antonio Callirgos), un joven condenado por terrorismo, vive en un puericultorio de Lima desde su adolescencia, posteriormente ya adulto, Juan (Sandro Calderón) recibe amnistía de una prisión de Lima  ; tras salir del penal se sube a un autobús para regresar a casa y, en su mente, recuerda los hechos ocurridos en su aldea cerca de Huaraz cuando tenía 10 o 12 años. Su padre murió hace mucho tiempo, su madre (Liliana Trujillo) vive con Fermín (Aristóteles Picho), simpatizante en secreto de un grupo terrorista de corte comunista en las colinas.
En medio de la época de terrorismo, los líderes de la ciudad son asesinados por la noche. Cuando Juan descubre el secreto de Fermín, es secuestrado por los terroristas para ser forzado en aprender consignas marxistas y cómo luchar. Cuando la banda decide atacar el pueblo para vengar la muerte de un compañero, Juan debe elegir. No hay sombreros blancos en ningún lado: el pensamiento crítico sin amor a la vida no da fruto.

## Reparto
- Antonio Callirgos - Juan / Camarada Cirilo
- Sandro Calderón - Juan (Adulto)
- Eduardo Cesti - Viejo Herrero
- Aristóteles Picho - Fermín (Padrastro de Juan)
- Liliana Trujillo - Domitila (Madre de Juan)
- Sergio Galliani - Camarada Wilmer
- Melania Urbina - Camarada Yeni
- Tatiana Astengo - Camarada Carmen
- Jesús Carbajal - Camarada Modesto (Niño soldado)
- Emilram Cossio - Camarada Osman
- Angel Josue Rojas Huaranga - Pacho (Amigo de Juan)
- Luis Seminario - Pacho (Adulto)
- Paola Carrion - Rosita (Adulta)
- Anaís Padilla -Rosita (Amiga de Juan)
- Pold Gastello - Camarada Zambrano
- Carlos Gassols - Padre de reo
- Gustavo Cerrón - Comunero
- Ana Pfeiffer Quiroz - Bodeguera

## Recepción
La película alcanzó las 300000 visitas durante el año de estreno.